# Copeh
Copeh /od kapai, u lokalnom dijalektu, =  'stream' ,/ pleme Patwin Indijanaca, porodica Copehan, naseljeno nekada na donjem toku Puta Creeka u okrugu Yolo u Kaliforniji. Ime ovog plemena dalo je porodici Copehan (danas češće Wintuan) svoje ime. Kod Gibbss se nazivaju Cop-Éh, a kod Powersa (1874) Putos. 

## Vanjske poveznice
- Hodge